# The Sealed Package
The Sealed Package è un cortometraggio muto del 1914 diretto e interpretato da Tom Santschi.

## Produzione
Il film fu prodotto dalla Selig Polyscope Company.

## Distribuzione
Distribuito dalla General Film Company, il film - un cortometraggio in una bobina - uscì nelle sale cinematografiche statunitensi il 22 luglio 1914.